# 다나카 요시마사

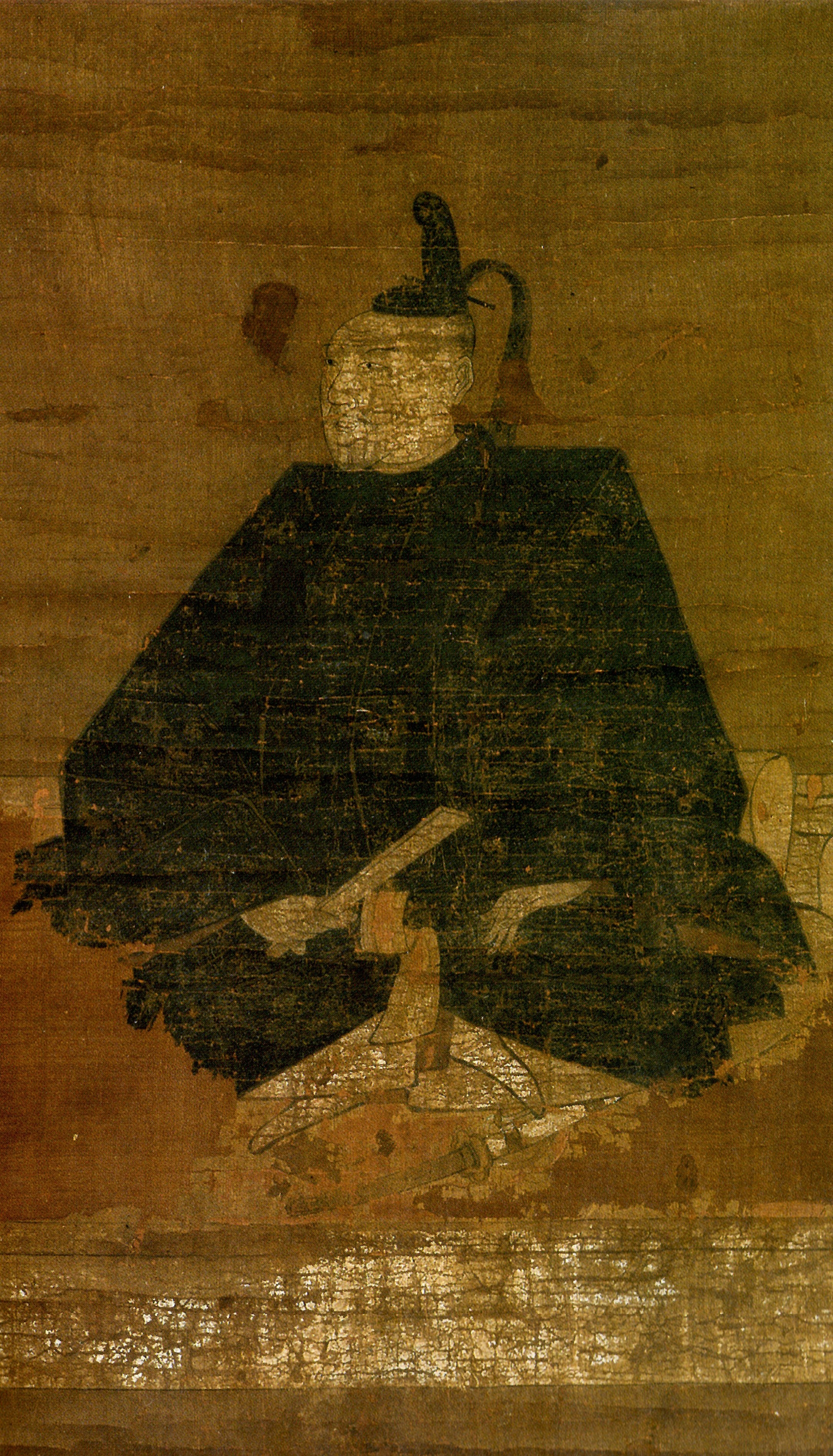
다나카 요시마사

다나카 요시마사(일본어: 田中吉政, 덴분 17년(1548년) ~ 게이초 14년 음력 2월 18일(1609년 3월 23일)는 센고쿠 시대부터 에도 시대 초기까지의 무장, 다이묘이다. 전봉의 과정에서 거성(居城)으로 오미국·하치만(현 시가현 오미하치만시), 미카와국·오카자키(현 아이치현 오카자키시), 지쿠고국·야나가와(현 후쿠오카현 야나가와시) 등에 현재에 이어지는 도시 설계를 작성했다. 그 일은 현대에서도 높이 평가되고 있다. 지쿠고 야나가와 번 초대 번주.

## 같이 보기
- 지쿠고강

|  | 제1대 야나가와 번 번주 (다나카 가문) 1600년 ~ 1609년 | 후임 다나카 다다마사 |